# BMG Entertainment
Pour les articles homonymes, voir BMG.
BMG Entertainment (ou BMG, acronyme de Bertelsmann Music Group), anciennement RCA/Ariola International entre 1985 et 1987, est un label discographique de Bertelsmann, basé à New York, aux États-Unis, actif entre 1987 et 2008. Il est acquis par Sony Music Entertainment le 1er octobre 2008, et devient partie intégrante de Sony BMG.
La marque BMG est recréée le même jour par le groupe Bertelsmann, avec pour objectif de se concentrer sur la gestion de droits d'auteurs (éditeur). La nouvelle entité se nomme BMG Rights Management.

## Histoire
En 1994, BMG acquiert l'éditeur italien Casa Ricordi, fondé en 1808. En mars 1998, BMG vend son éditeur de jeux vidéo BMG Interactive, qui a notamment publié Grand Theft Auto l'année précédente, à Take-Two Interactive ; celui-ci devient alors Rockstar Games au mois de décembre. Bertelsmann prend une participation de 16 % dans Take-Two avec cette transaction.
La coentreprise entre Sony Corporation et Bertelsmann pour fusionner les divisions musicales des deux sociétés est créée en août 2004. Elle réduit les majors à quatre grands labels. À cette époque, la société détenait une part de 21,5 % du marché mondial de la musique. Sony Music et BMG sont restés séparés au Japon, bien que BMG Music Japan appartienne à 100 % à Sony BMG.
Le 27 mars 2006, le New York Times rapporte que Bertelsmann cherchait à lever des fonds en exploitant certains de ses actifs médiatiques et que les dirigeants des deux sociétés étaient en pourparlers sur la possibilité de modifier l'entreprise actuelle. Bertelsmann vend sa part de 50% de Sony BMG à Sony Corporation of America pour un total de 1,5 milliard de dollars, et la société est rebaptisée Sony Music Entertainment Inc. Tout en se retirant officiellement du secteur de la musique enregistrée, Bertelsmann poursuit sa forte présence dans d'autres domaines de l'industrie musicale en créant BMG Rights Management, spécialisée dans la gestion des droits musicaux et en représentant des artistes et des auteurs. Elle est principalement active sur les marchés européens. La base de la société a été formée par la décision de BMG de retenir certains catalogues de musique européens de l'ancienne coentreprise Sony BMG et des activités de BMG Publishing.
BMG Japan, détenue et exploitée à 100 % par Sony BMG, est également séparée de l'acquisition par Sony Corporation of America. Sony Music Japan reste indépendant de la coentreprise Sony BMG, par conséquent, les labels BMG et Sony sont séparés au Japon dans le cadre de l'entreprise. Lors du rachat de Sony BMG, BMG Japan est repris par Sony Music Entertainment Japan. Il continue brièvement à fonctionner comme une entité distincte jusqu'à ce qu'une réorganisation au début de 2009 intègre la société à Sony Music Japan.

## BMG Music Publishing
BMG Music Publishing (anciennement RCA Music Publishing), qui ne faisait pas partie de la fusion Sony BMG, est une activité du Bertelsmann Music Group jusqu'à ce qu'elle soit vendue à Universal Music Group pour 1,63 milliard d'euros en 2007. Universal intègre ensuite la société dans Universal Music Publishing Group, et le nom BMG est retiré. La société avait son siège social au 245 Fifth Avenue à New York, et comptait 36 bureaux dans 25 pays. 

### Groupes et artistes
Parmi les artistes sous contrat avec BMG, on peut citer : Elvis Presley, Ann Wilson, Todd Terry, Julieta Venegas, Anastacia, Kylie Minogue, Kent, Alcazar, Gloria Trevi, Angélica María, Dido, Lee Ryan, Julieta Venegas, Powderfinger, Nelly, Rammstein, Milli Vanilli, Modern Talking, Slayer, Shania Twain, Nikki Webster, Ville Valo, Christina Aguilera, Kelly Clarkson, Coldplay, Yellowcard, Hum, Rob Dougan, the All-American Rejects, Clannad, Iron Maiden, Maroon 5, Mayra Verónica, Backyard Babies, Soda Stereo, Gustavo Cerati, Keane, Horace Andy, the Cure, the Killer Barbies, Joss Stone, Tom Jobim, Vinícius de Moraes, Elvis Costello, Paul Weller, Sara Evans, Sneaker Pimps, Take That (1991–1996), Five, Westlife, D-Pryde, Louis Tomlinson, et Mikolas Josef.
Par l'intermédiaire de Zomba Music Publishing, BMG contrôlait les droits de Linkin Park, Britney Spears, Iron Maiden, 30 Seconds to Mars, R. Kelly, Justin Timberlake, Michael Jackson, Bowling for Soup, Daft Punk, Katatonia, Ne-Yo, Anthrax, Mudvayne, et Poison. Les droits européens de ces artistes sont contrôlés par Concord Music Publishing, par l'intermédiaire d'Imagem.

## Principales sociétés
En 2004, les principales sociétés du groupe sont :
- Arista Records (New York)
- BMG Ariola (Munich)
- BMG Canada (Toronto)
- BMG Classics (New York)
- BMG Distribution (New York)
- BMG Japan (Tokyo)
- BMG Music Publishing (New York)
- BMG Ricordi (Milan), l'ancienne Casa Ricordi
- BMG Songs (Los Angeles)
- BMG Strategic Marketing (New York)
- BMG UK & Ireland (Londres et Dublin)
- J Records (New York)
- Jive Records (New York)
- Provident Music Group (Nashville)
- RCA Label Group - Nashville (Nashville)
- RCA Records (New York)
- RCA Victor Group (New York)
- Verity (New York)
- Zomba Music Publishing (New York)